# Mauterndorf
Mauterndorf é um município da Áustria, situado no distrito de Tamsweg, no estado de Salzburgo. Tem 32,71 km² de área e sua população em 2019 foi estimada em 1.620 habitantes.